# Salmo stomachicus
Salmo stomachicus es una especie de pez de la familia Salmonidae en el orden de los Salmoniformes.

## Alimentación
Come básicamente caracoles y  larvas de tricòpteros , y, en menor grado, de otros invertebrados bentónicos.

## Hábitat
Vive en zonas de  aguas dulces templadas.

## Distribución geográfica
Se encuentra en Irlanda.